# Ahmad Baba
Pour les articles homonymes, voir Baba.
Ahmad Baba est le nom d'un cratère d'impact, d'un diamètre de 127 km, présent sur la surface de Mercure, à 58,5°N et 126,8°O. Le nom du cratère fut donné par l'Union astronomique internationale en hommage à l'écrivain malien Ahmad Baba al Massufi.

## Compléments